# Die Mörder sind unter uns
Die Mörder sind unter uns ist der erste deutsche Spielfilm der Nachkriegsgeschichte und der erste deutsche Trümmerfilm. Der Film wurde in Schwarzweiß gedreht. Regie und Buch stammen von Wolfgang Staudte. In den Hauptrollen sind Hildegard Knef, Ernst Wilhelm Borchert, Erna Sellmer und Arno Paulsen besetzt.

## Handlung
Der Film spielt im Jahr 1945 im zerbombten Berlin. Die junge Fotografin und Illustratorin Susanne Wallner, eine KZ-Überlebende, kehrt nach dem Krieg nach Berlin zurück. In ihrer alten Wohnung in einem Mehrparteienhaus findet sie den ehemaligen Militär-Chirurgen Dr. Hans Mertens vor, und beide werden durch die Umstände gezwungenermaßen Mitbewohner. Mit kaputten Fenstern, wenig Besitz und den weiteren Mängeln der Nachkriegszeit ist in der Wohnung nur ein sehr karges Leben möglich.
Hans leidet unter schrecklichen Kriegserinnerungen, denen er mit übermäßigem Alkoholkonsum begegnet. Für seine Mitmenschen hat er nur Sarkasmus übrig. Während Susanne versucht, sich zu arrangieren, ist Hans dazu nicht bereit und betrinkt sich regelmäßig. Erst langsam entwickelt er freundschaftliche und dann auch liebevolle Gefühle für sie. Susanne verliebt sich ebenfalls in ihn und wartet darauf, dass er sich ihr öffnet.
Susanne fällt zufällig ein Abschiedsbrief für die Frau von Hans’ ehemaligem Hauptmann Ferdinand Brückner in die Hände. Als Susanne ihn fragt, ob er diesen vergessen habe, reagiert Hans aggressiv und gibt ihr schreiend zu verstehen, dass er den Brief bewusst nicht überbracht habe. Später entschuldigt sich Hans bei ihr, und Susanne bringt den Brief zu Brückners Frau. Dabei erfährt sie, dass der totgeglaubte Brückner überlebt hat, und Hans ist schockiert, als er dies wiederum von Susanne hört. Trotzdem willigt er ein, Brückner wieder zu treffen.
Brückner ist ein beliebter Bürger und erfolgreicher Geschäftsmann, der aus alten Stahlhelmen Kochtöpfe produziert. Er ist hocherfreut, den Kriegskameraden Mertens wiederzusehen, und lädt ihn zum Essen ein. Zusammen mit seiner Ehefrau und seinen Söhnen führt er wieder ein gutbürgerliches Leben. Zu einem späteren Anlass schlägt Brückner Hans vor, gemeinsam ein Tanzlokal mit hübschen Mädchen zu besuchen. Hans lotst Brückner durch eine einsame Gegend, wo er ihn erschießen will. In dem Moment begegnen sie einer besorgten Mutter, die einen Arzt für ihre kranke Tochter benötigt. Nach etwas Zögern nimmt Hans eine Notoperation vor, um das Mädchen zu retten. Brückner vergnügt sich währenddessen im Tanzlokal.
Das Gefühl, ein Leben gerettet zu haben, führt bei Hans zu einer Stimmungsaufhellung. Am Weihnachtsabend 1945 verfinstert sich seine Stimmung aber wieder. Er verlässt die gemeinsame Wohnung und sagt Susanne, dass er noch etwas zu erledigen habe. Die Erinnerung an den Weihnachtsabend 1942 kommt bei Hans wieder auf. Brückner ließ 121 Zivilisten aus einer polnischen Ortschaft erschießen. Hans hatte vergeblich versucht, ihn davon abzubringen. Anschließend feierte Brückner unbeschwert zusammen mit seinen Soldaten den Weihnachtsabend. Hans wartet die betriebliche Weihnachtsfeier Brückners ab und kündigt diesem an, ihn zu erschießen. Brückner, der sich als unschuldig betrachtet, wird durch das Erscheinen von Susanne gerettet. Sie hatte Hans’ Tagebuch gelesen und geahnt, was er vorhatte. Hans kommt zu dem Schluss, dass man nicht selber richten dürfe, aber anklagen müsse. In der Schlussszene werden verschiedene Motive übereinandergeblendet: ermordete Zivilisten, Brückner im Gefängnis, Soldaten und Massengräber.

## Produktion
Die Dreharbeiten begannen am 16. März 1946 (zwei Monate vor Gründung der DEFA) und dauerten bis zum August 1946. Gedreht wurde in den Althoff-Ateliers in Babelsberg, den Jofa-Ateliers in Berlin-Johannisthal und an zahlreichen Außenschauplätzen (Stettiner Bahnhof, Andreasplatz, Kleine Andreasstraße, Petri-Kirche, Motivproben auf dem Brandenburger Tor und vor dem Reichstag).
Die Filmcrew drehte direkt in den Trümmern der Stadt. So entstanden eindrucksvolle Bilder, die die Wirkung und Handlung des Filmes verstärken. Ursprünglich lautete der Arbeitstitel Der Mann den ich töten werde. Dieser wurde allerdings geändert, nachdem man das Drehbuch zwischenzeitlich hatte umschreiben müssen. In der Urfassung tötet Mertens seinen alten Hauptmann, doch die sowjetischen Zensoren befürchteten, dass die Zuschauer darin einen Aufruf zur Selbstjustiz sehen könnten.
Der Film wurde am 15. Oktober 1946 im sowjetischen Sektor Berlins im Admiralspalast, der zu diesem Zeitpunkt die Deutsche Staatsoper beherbergte, uraufgeführt (siehe auch: Kulturpolitische Ereignisse des Jahres 1946 in der sowjetischen Besatzungszone). In den westlichen Besatzungszonen war der Film erstmals am 10. April 1947 in Baden-Baden zu sehen.
Im Fernsehen wurde der Film durch den Deutschen Fernsehfunk der DDR noch während des „offiziellen Versuchsprogramms“ am 1. November 1955 ausgestrahlt, in der Bundesrepublik Deutschland zuerst am 18. Dezember 1971 durch die ARD.

## Kritiken
Wolfgang Staudte bekam für den Film überwiegend positive Kritiken. Er setzte sich nicht nur mit der deutschen, sondern auch mit seiner eigenen Vergangenheit auseinander – Staudte war mit einer Nebenrolle am NS-Propagandafilm Jud Süß beteiligt gewesen. Kritisiert wird manchmal, das Auftreten von Filmcharakteren in Anzügen und modischer Kleidung entspreche nicht der Lebenssituation der damaligen Berliner (insbesondere der Trümmerfrauen und der KZ-Überlebenden), ein Vorwurf, der mit Blick auf den Produktionszeitraum nicht glaubhaft ist.
Die Frankfurter Allgemeine Zeitung rezensierte Staudtes filmisches Schaffen im Jahr 1952 angesichts einer Filmvorführung einiger Filme von Staudte im „Filmklub Heidelberg“. Sie urteilte, „Die Mörder sind unter uns“ sei im Vergleich mit „Rotation“ weniger echt und verharre in der „Krampfung von 1945“.
Filmhistoriker und -journalisten im Verbund Deutscher Kinematheken wählten den Film 1995 zu einem der 100 wichtigsten deutschen Filme aller Zeiten.
Der Film stellte bei seiner Bestandsaufnahme des materiellen und moralischen Trümmerfeldes, das der Nationalsozialismus hinterlassen hatte, die Frage nach der Schuld und differenzierte zwischen Kriegsverbrechen und jenen Deutschen, die „kollektivschuldig“ wurden (Zitat aus Reclams Lexikon des Deutschen Films).

## Zitate in anderen Filmen
Mehrere Szenen aus Staudtes Film zitierte Lars von Trier in seinem Spielfilm Europa.